# Республика Джа
Республика Джа (Jah Republic) — российская музыкальная группа. Стиль группы можно определить как lyrics reggae. 
Идеолог и творческая основа группы — Андрей Рогов (псевдонимы: Джакобо Мантэки, Жак Растаман), поэт в жанре реггей-музыки, широко известен как автор тестов песен «Деньги — это придуманный способ обмана» и «Кокейро», которые также исполняли Маркшайдер Кунст, В.П.Р. и Два Льва, а также по песням в собственном исполнении, таких как «Мариуана — это Оружие Джа» и «Наши корни — это наши крылья, наши крылья — это Сенсемилья», «Сахар Кубы».
«Республика Jah» выпустила свой первый альбом «Philosophy» в 1999 году. В альбом вошли композиции «Philosophy of Legalization» (Философия легализации), «Philosophy of Poetry» (Философия поэзии), «Philosophy of Life» (Философия жизни), которые стали определяющей базой творчества группы.
На настоящий момент есть еще 2 альбома «Республика Jah» — «ПОКУПАТЬ, ПРОДАВАТЬ, ДАВАТЬ — НЕЛЬЗЯ!», изданный в 2001 году, и «Посвящается JAH RASTAFARI SELASSIE I», изданный в 2003 году.
В начале 2008 года был издан первый сольный альбом Джакобо Мантэки. Альбом называется «Табу», выдержан в стиле даб-поэтри, и представляет собой радио-спектакль под музыку даб.
Песни «Республики Jah» сегодня можно услышать в эфире радиостанций не только России, но и США, Тринидада и Ямайки.
Кроме того, Рогов является одним из основателей «Цеха бездарных поэтов». Его стихи, по оценкам некоторых критиков[кого?], имеют явное тяготение к такому направлению отечественной поэзии, как мета-метафоризм. В своем творчестве Жак выступает подлинным мастером иронии, за которой скрывается самый точный и верный[по чьему мнению?] отчет о нашей действительности<ref name="jar">. 
23 мая 2010 года Андрей Рогов ушёл из жизни. 